# Haus der Regierung Alma-Ata

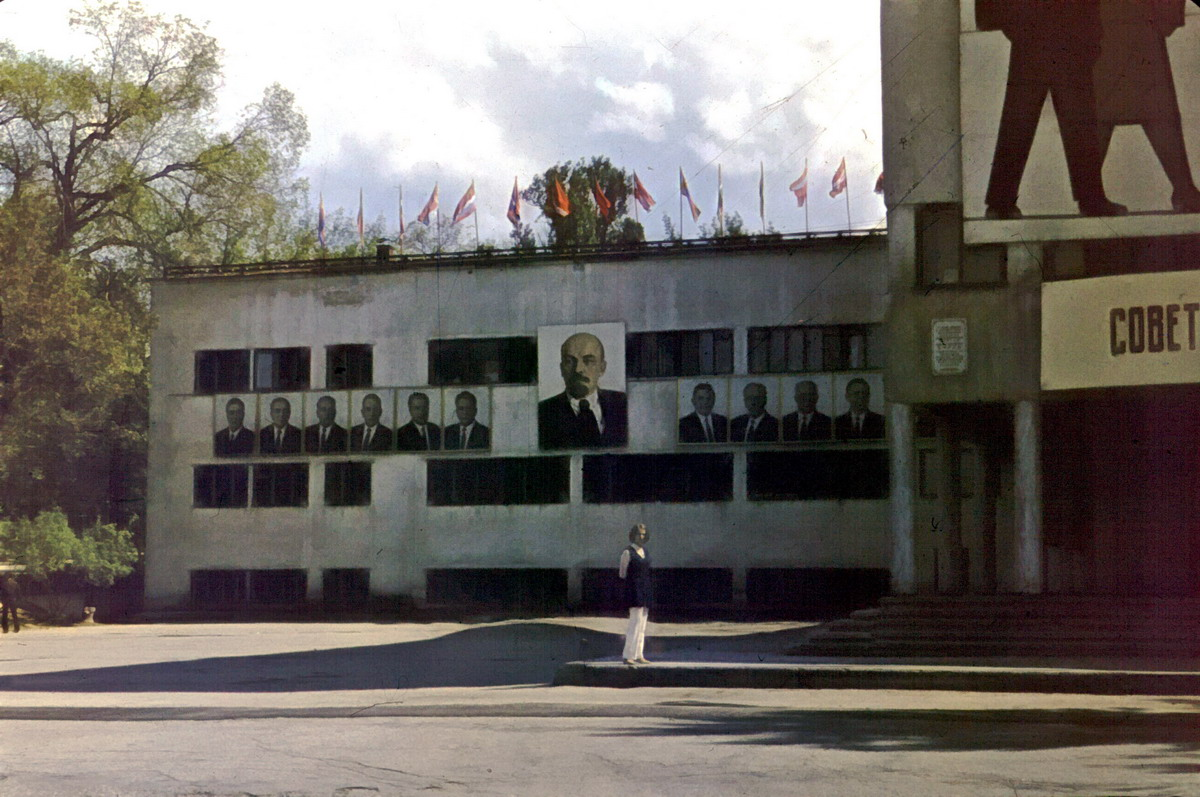
Haus der Regierung (1969)

Das Haus der Regierung in Alma-Ata (heute Almaty) ist der ehemalige Sitz der Regierung der kasachischen SSR. Das Gebäude wird heute von der Kasachischen Akademie der Künste genutzt. Es wurde von 1928 bis 1931 nach Entwürfen der Architekten Moissei Ginsburg und Ignati Milinis errichtet und zählt zu den bedeutendsten Werken des Konstruktivismus.
Das Gebäude befindet sich mittlerweile in einem stark veränderten Zustand. Die ursprünglich großen Fensterflächen, die die Offenheit und Transparenz der bolschewistischen Regierung symbolisieren sollten, sind mittlerweile zu kleinen Fensterbändern verschmälert worden.